# Giovanni Pico della Mirandola
Giovanni Pico della Mirandola (24. února 1463 Mirandola – 17. listopadu 1494 Florencie) byl italský humanista a filosof.

## Životopis
Narodil se ve šlechtické rodině v malém městečku asi 30 km severovýchodně od Modeny v severní Itálii. Zajímal se o filosofii a klasické jazyky, začal studovat práva v Bologni, ale brzy osiřel, odešel do Padovy a roku 1483 do Florencie, kde se seznámil s Lorenzem Medicejským a jeho kroužkem mladých filosofů a básníků (Marsilio Ficino, Angelo Poliziano aj.). Začal se zabývat také kabalou a myšlenkou na spojení a smíření všech náboženství. Chtěl svolat do Říma velkou disputaci, pro niž připravil 900 tezí a poslal je papeži Inocenci VIII. Ten však s disputací nesouhlasil a dal teze prozkoumat komisi, jež některé z nich označila za heretické. Teprve, když se je Pico pokusil obhajovat, byl spis roku 1487 církevně odsouzen a Pico uprchl do Francie. S podporou francouzského krále se však mohl vrátit do Florencie, kde se spřátelil s radikálním dominikánským kazatelem Girolamo Savonarolou a věnoval se hlavně náboženským úvahám. V Savonarolově kostele San Marco byl pak také roku 1494 pochován.

## O důstojnosti člověka
Nejznámější Picovo dílo je předmluva k 900 tezím pro plánovanou římskou disputaci, kterou roku 1496 uveřejnil jeho synovec pod názvem „O důstojnosti člověka“ (De dignitate hominis). Pico zde vyzvedá zvláštní postavení člověka, jehož Bůh postavil nade všechny tvory, který však má svůj osud v rukou a může se buď pozvednout, anebo stát zvířetem. Text se stal manifestem humanismu a byl mnohokrát tištěn i překládán.

## Seznam děl
- De genere dicendi philosophorum (O způsobu filosofického vyjadřování)
- Commento (Komentář ke kanconě o lásce Girolama Benivieniho)
- Conclusiones (Devět set tezí)
- Apologia
- Oratio de dignitate hominis (O důstojnosti člověka – česky vyšlo 2005)
- Heptaplus
- De ente et uno (O jsoucnu a jednu)
- Disputationes adversus divinatricem astrologiam (Disputace proti věštecké astrologii)

### České překlady
- PICO DELLA MIRANDOLA, Giovanni. O důstojnosti člověka. Redakce v překladu Davida Sanetrníka a s úvodní studií Tomáše Nejeschleby; překlad Sanetrník, David. Praha: ΟΙΚΟΥΜΕΝΗ, 2005. ISBN 80-7298-164-1.